# Ваяна (франшиза)
«Ваяна» (англ. Moana) — медіафраншиза компанії Disney, що з'явилася у 2016 році разом із випуском американського анімаційного фільму «Ваяна», розробленого Walt Disney Animation Studios та випущеного Walt Disney Pictures. Головною героїнею, на честь якої й названі стрічки, є юна Ваяна, дочка полінезійського вождя, що вирушає на пошуки легендарного героя Мауї, який здатен повернути добробут на її острів.
До складу франшизи входять два анімаційних фільми, «Ваяна» (2016) та «Ваяна 2» (2024), окрім того, анонсована кіноадаптація фільму 2016 року, що має вийти в кінотеатральний прокат 10 липня 2026 року.

## Назва
У США фільм вийшов під оригінальною назвою «Моана» (англ. Moana), але через проблеми з авторськими правами в більшості країн Європи фільм отримав назву «Ваяна» (англ. Vaiana), а також «Океанія» (англ. Oceania) в Італії.

## Фільми
| Фільм             | Фільм             | Дата виходу       | Режисери                              | Сценаристи                    | Історія                                                                                   | Продюсери                                  |
| Анімаційні фільми | Анімаційні фільми | Анімаційні фільми | Анімаційні фільми                     | Анімаційні фільми             | Анімаційні фільми                                                                         | Анімаційні фільми                          |
| ----------------- | ----------------- | ----------------- | ------------------------------------- | ----------------------------- | ----------------------------------------------------------------------------------------- | ------------------------------------------ |
| «Ваяна»           | Moana             | 23 листопада 2016 | Джон Маскер і Рон Клементс            | Джаред Буш                    | Рон Клементс, Джон Маскер, Кріс Вільямс, Дон Голл, Памела Рібон, Аарон і Джордан Канделли | Оснат Шурер                                |
| «Ваяна»           | Moana             | 23 листопада 2016 | Співрежисери: Кріс Вільямс і Дон Голл | Джаред Буш                    | Рон Клементс, Джон Маскер, Кріс Вільямс, Дон Голл, Памела Рібон, Аарон і Джордан Канделли | Оснат Шурер                                |
| «Ваяна 2»         | Moana 2           | 27 листопада 2024 | Девід Деррік-молодший і Джейсон Генд  | Джаред Буш і Дана Леду Міллер |                                                                                           | Крістіна Чен та Іветт Меріно               |
| «Ваяна 2»         | Moana 2           | 27 листопада 2024 | Співрежисери: Дана Леду Міллер        | Джаред Буш і Дана Леду Міллер |                                                                                           | Крістіна Чен та Іветт Меріно               |
| Ігрові фільми     |                   |                   |                                       |                               |                                                                                           |                                            |
| «Ваяна»           | Moana             | 10 липня 2026     | Томас Каїл                            | Джаред Буш                    |                                                                                           | Двейн Джонсон, Дені Ґарсія та Гірам Ґарсія |

## Короткометражні фільми
| Фільм             | Фільм             | Дата виходу       | Режисери                              | Сценаристи        | Історія                                                                                   | Продюсери         |
| Анімаційні фільми | Анімаційні фільми | Анімаційні фільми | Анімаційні фільми                     | Анімаційні фільми | Анімаційні фільми                                                                         | Анімаційні фільми |
| ----------------- | ----------------- | ----------------- | ------------------------------------- | ----------------- | ----------------------------------------------------------------------------------------- | ----------------- |
| «Пішов рибалити»  | Gone Fishing      | 21 лютого 2017    | Джон Маскер і Рон Клементс            | Джаред Буш        | Рон Клементс, Джон Маскер, Кріс Вільямс, Дон Голл, Памела Рібон, Аарон і Джордан Канделли | Оснат Шурер       |
| «Пішов рибалити»  | Gone Fishing      | 21 лютого 2017    | Співрежисери: Кріс Вільямс і Дон Голл | Джаред Буш        | Рон Клементс, Джон Маскер, Кріс Вільямс, Дон Голл, Памела Рібон, Аарон і Джордан Канделли | Оснат Шурер       |

## Інші фільми

### «Ральф-руйнівник 2: Інтернетрі» (2018)
Ваяна з'являється в анімаційному фільмі «Ральф-руйнівник 2: Інтернетрі» як камео.

### «Lego Disney Princess: The Castle Quest» (2023)
Ваяна представлена як одна з головних героїнь у телевізійній спецпрограмі «Lego Disney Princess: The Castle Quest».

### «Одного разу на студії» (2023)
У короткометражному фільмі «Одного разу на студії» з'являються персонажі з першого фільму як камео.

## Персонажі та акторський склад
| Персонажі   | Анімаційні фільми                                              | Анімаційні фільми                                  | Короткометражні фільми                 | Ігрові фільми                          |
| Персонажі   | «Ваяна»                                                        | «Ваяна 2»                                          | «Пішов рибалити»                       | «Ваяна»                                |
| Персонажі   | 2016                                                           | 2024                                               | 2017                                   | 2026                                   |
| ----------- | -------------------------------------------------------------- | -------------------------------------------------- | -------------------------------------- | -------------------------------------- |
| Ваяна       | Ауліі Кравальйо (Маргарита Мелешко) Луїза Буш (Ольга Гарбузюк) | Ауліі Кравальйо                                    | Ауліі Кравальйо                        | Кетрін Лаґая                           |
| Мауї        | Двейн Джонсон (Олег «Фагот» Михайлюта)                         | Двейн Джонсон (Олег «Фагот» Михайлюта)             | Двейн Джонсон (Олег «Фагот» Михайлюта) | Двейн Джонсон (Олег «Фагот» Михайлюта) |
| Бабця Тала  | Рейчел Гаус (Ірина Дорошенко)                                  | Рейчел Гаус (Ірина Дорошенко)                      |                                        | Рена Овен                              |
| Вождь Туї   | Темуера Моррісон (Євген Сінчуков) Крістофер Джексон            | Темуера Моррісон                                   |                                        | Джон Туї                               |
| Сіна        | Ніколь Шерзінґер (Аліна Проценко та Айна Вільберг)             | Ніколь Шерзінґер (Аліна Проценко та Айна Вільберг) |                                        | Френкі Адамс                           |
| Геїгеї      | Алан Тудік                                                     | Алан Тудік                                         |                                        |                                        |
| Таматоа     | Джемейн Клемент (Дмитро Гарбуз)                                |                                                    |                                        |                                        |
| Рибалка     | Оскар Кайтлі                                                   |                                                    |                                        |                                        |
| Селянин 1   | Трой Поламалу (Сергій Кияшко)                                  |                                                    |                                        |                                        |
| Селянин 2   | Пуанані Кравальйо                                              |                                                    |                                        |                                        |
| Сімеа       |                                                                | Халісі Ламберт-Цуда                                |                                        |                                        |
| Лото        |                                                                | Роуз Матафео                                       |                                        |                                        |
| Келе        |                                                                | Девід Фейн                                         |                                        |                                        |
| Моні        |                                                                | Гуалалаї Чанґ                                      |                                        |                                        |
| Матанґі     |                                                                | Авгімаї Фрейсер                                    |                                        |                                        |
| Таутаї Васа |                                                                | Джеральд Рамзі                                     |                                        |                                        |